# Västbengalen
Västbengalen (bengali: পশ্চিম বঙ্গ, Paścim Baṅga; hindi: पश्चिम बंगाल, Paśrim Baṅgāl) är en delstat i nordöstra Indien. Den har en yta på 88 752 km² och cirka 91 miljoner invånare (2011). Delstatshuvudstad är Calcutta. 

## Historia
Calcutta (numera officiellt Kolkata) grundades av Brittiska Ostindiska Kompaniet cirka 1690, och var efter slaget vid Plassey huvudstad för Brittiska Indien fram till 1911. Området kring staden Chandernagore var ännu på 1900-talet en fransk besittning.
Bengalen delades mellan Pakistan och Indien 1947. Den pakistanska provinsen Östbengalen blev sedan Bangladesh 1971.

## Administrativ indelning

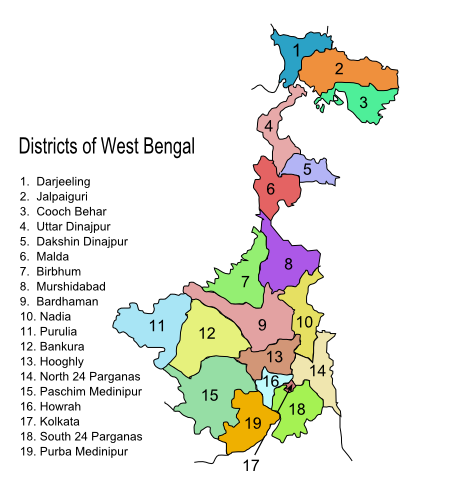
Karta över Västbengalens distrikt.

Delstaten är indelad i nitton distrikt.
- Bankura
- Bardhaman
- Birbhum
- Calcutta¹
- Cooch Behar
- Dakshin 24 Parganas
- Dakshin Dinajpur
- Darjeeling
- Howrah
- Hugli
- Jalpaiguri
- Malda
- Murshidabad
- Nadia
- Paschim Medinipur
- Purba Medinipur
- Purulia
- Uttar 24 Parganas
- Uttar Dinajpur

¹Calcuttas distrikt omfattar samma område som staden.

## Geografi
Västbengalen är belägen vid Ganges och Brahmaputras deltan, och till stor del är därför såväl Västbengalen som Bangladesh slättområden, med ofta återkommande översvämningar. Delstaten sträcker sig dock hela vägen upp till Himalaya. 62,8 % av delstatens totalareal är åkermark. Västbengalen har flera stora städer, där storstadsområdet runt Calcutta (inklusive grannstaden Haora) dominerar. Andra folkrika storstadsområden är runt Asansol och Durgapur. Staden Darjeeling, känt för sitt te, ligger i norra delen av Västbengalen. Urbaniseringsgraden i delstaten var 27,5 % 1991.

## Demografi
Den större majoriteten invånarna i Västbengalen är bengaler. Bihariminoriteter finns utströdda över delstaten och sherpa- och tibetanområden finns i regioner gränsande Sikkim.
Det officiella språket i Västbengalen är bengali, som talades av 87 % av befolkningen 1991. Hindi (som talades av 7 % 1991) och engelska är också stora språk. Urdu talades av 2 % 1991. Nepali talas främst i distriktet Darjeeling av gurkhafolket. Hinduism är också den främsta religionen och 72,5 % av befolkningen är hinduer. Muslimer utgör 25 % av befolkningen och sikhism och andra religioner utgör resten.
Västbengalen har en befolkningstäthet på över 1 000 invånare per kvadratkilometer vilket gör den till den mest tätbefolkade delstaten i Indien. Delstaten hade 7,81 % av Indiens befolkning 2001. Delstatens tillväxt mellan 2001 och 2011 var 13,93 %. I genomsnitt fanns det år 2001 934 kvinnor på 1 000 män.
Läs- och skrivkunnigheten i delstaten var 2001 69,22 % för hela befolkningen, 77,6 % för män och 60,2 % för kvinnor. Medellivslängden i delstaten är 63,4 år, strax under det nationella värdet på 64,8 år. Omkring 72 % av befolkningen lever på landsbygden. Andelen invånare som levde under fattigdomsgränsen mellan 1999 och 2000 var 31,85 %. Scheduled castes och Adivasi utgör 28,6 % och 5,8 % av invånarna på landsbygden, och 19,9 % respektive 1,5 % i tätorter.
Kriminalitetsnivån i delstaten under 2004 var 82,6 per 100 000 invånare, vilket var hälften av det nationella värdet. Västbengalen har den fjärde lägsta kriminalitetsnivån bland Indiens 32 delstater och territorier. 7,1 våldsbrott mot kvinnor per 100 000 invånare har rapporterats, vilket kan jämföras med 14,1 nationellt. Västbengalen var den första indiska delstaten att grunda en egen organisation för mänskliga rättigheter.

## Politik
Politiskt har delstaten varit mer svårstyrd för centralregeringen än de flesta andra delstater. Flera kommunistiska och socialistiska partier är starka här, och Bengalen är även känt för Naxalbariupproret på 1960-talet. Sedan 1977 styrs delstaten av Left Front med ett kommunistparti, CPI (M), i spetsen. 

## Ekonomi
Det finns stora tillgångar på stenkol i Ranigunjområdet. Vid folkräkningen 1991 var 56,3 % av arbetskraften sysselsatt i jordbruket. Västbengalen är Indiens största producent av ris.

## Kultur
Indiens förste nobelpristagare i litteratur, Rabindranath Tagore, föddes i Bengalen. Eftersom Tagore skrev texten till Indiens nationalsång Jana-Gana-Mana är nationalsångens text på bengali. Även den kände filmregissören Satyajit Ray föddes i Västbengalen.

## Utbildning
Västbengalens skolor drivs av staten eller privata organisationer, bland annat religiösa. Utbildningsspråket är ofta engelska eller bengali, men även hindi och urdu används. Efter två år i gymnasieskolorna läser de flesta studenterna att läsa vidare på junior colleges, även kallat "pre-university", eller i skolor med högre utbildningsmöjligheter. Studenterna väljer en till tre inriktningar; de fria konsterna, handel och naturvetenskap.
Västbengalen har 18 universitet. Calcuttauniversitetet, ett av de äldsta och största allmänna universiten i Indien, har mer än 200 tillhörande colleges. Bengal Engineering and Science University och Jadavpur University är två stora och kända tekniska universitet. Visva-Bharati University vid Santiniketan är ett centralt universitet och en viktig nationell institution. Staten har flera nationellt viktiga universitet som Indian Institute of Technology Kharagpur, Indian Institute of Management Calcutta, National Institutes of Technology, Saha Institute of Nuclear Physics, Asiatic Society, Indian Statistical Institute och Marine Engineering and Research Institute.

## Media
Västbengalen hade 559 publicerade tidningar 2005, av vilka 430 var på bengali. Ananda Bazar Patrika, publicerad från Calcutta med 1 130 167 dagliga exemplar, är den största cirkulerande regionala tidningen i Indien. Andra stora bengalispråkiga tidningar är Aajkaal, Bartaman, Sangbad Pratidin, Uttarbanga Sambad och Ganashakti. The Telegraph, The Statesman, Asian Age, Hindustan Times och The Times of India är några av de större tidningarna som publiceras på engelska. Tidningar på lokala språk som hindi, gujarati, oriya, urdu, punjabi och nepali finns också i Västbengalen.
Doordarshan är det statsägda tv-bolaget. Multisystemoperatörer erbjuder en mix av bengali, nepali, hindi, engelska, och internationella tv-kanaler via kabel. STAR Ananda och Kolkata TV är två tv-kanaler med nyhetssändningar dygnet runt. All India Radio är en allmän radiostation. Privata FM-stationer finns endast i städer som Calcutta. BSNL, Reliance Infocomm, Tata Indicom, Hutch och Airtel är några av mobiltelefonoperatörerna i Västbengalen. Bredband finns i flera utvalda städer och samhällen och sköts av det statsägda BSNL och olika privata företag. Uppringt internet sköts av BSNL och övriga telefonoperatörer.

## Transport

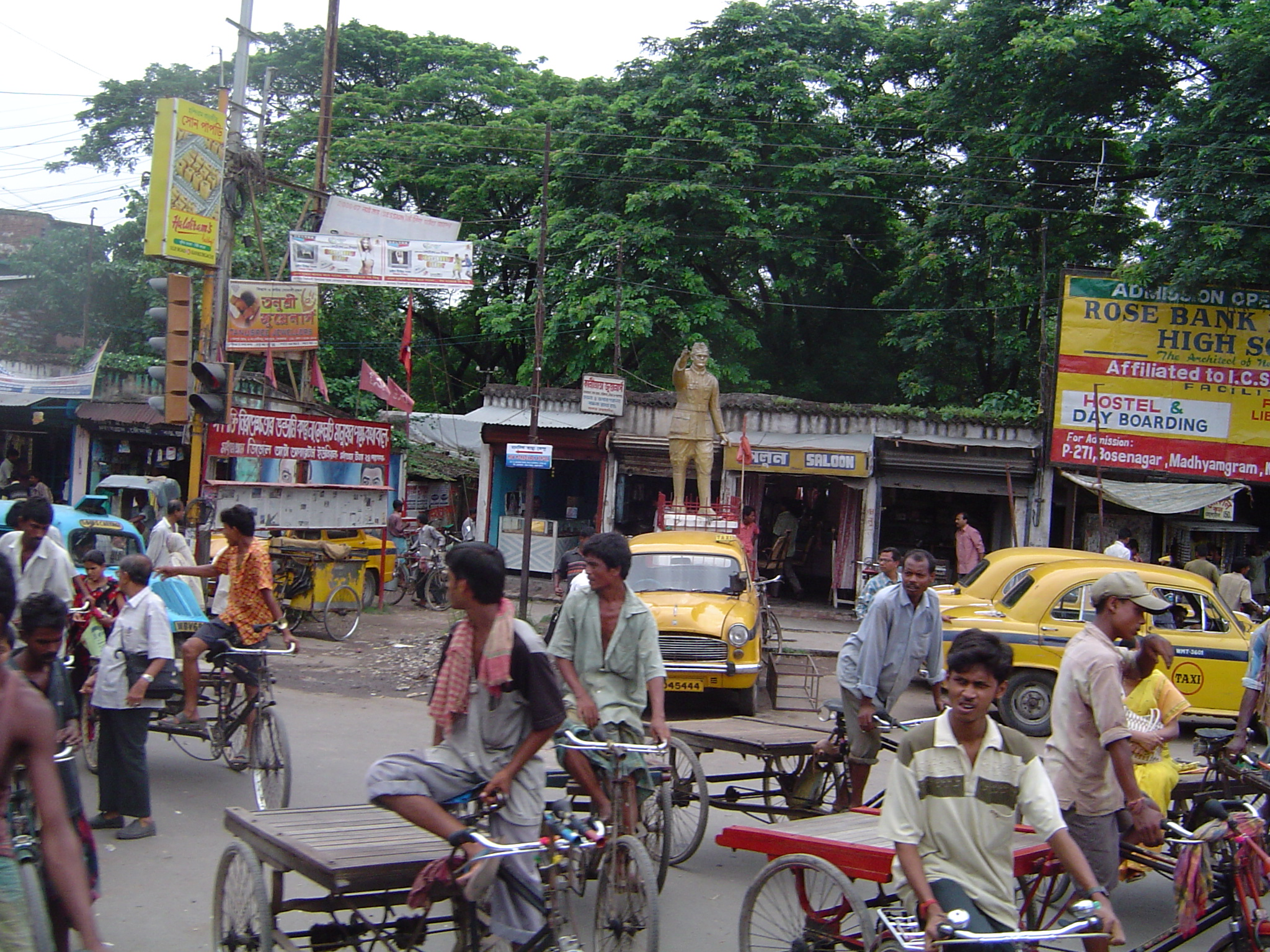
Velotaxis i Madhyamgram Chowmatha.

Den totala väglängden i Västbengalen är över 92 023 kilometer; nationella landsvägar utgör 2 377 kilometer och delstatliga landsvägar 2 393 kilometer. Medelhastigheten på statliga landsvägar är mellan 40 och 50 km/h; i städer och orter är hastigheten ibland så låg som 20–25 km/h på grund av säkerhet och väghinder. Totalt finns det 3 825 kilometer järnvägsräls i Västbengalen. Calcutta har huvudkontoren för två divisioner inom Indiens järnvägar – Östra järnvägarna och Sydöstra järnvägarna. Northeast Frontier Railway ligger i den norra delen av staten. Calcuttas tunnelbana är landets första tunnelbanesystem, och Darjeeling Himalayan Railway är upptaget på Unescos lista över världens världsarv.
Delstatens enda internationella flygplats är Netaji Subhash Chandra Bose International Airport vid Dum Dum, Calcutta. Bagdogra flygplats nära Siliguri är en annan betydande flygplats i delstaten. Calcutta har den största flodhamnen i östra Indien. Kolkata Port Trust sköter om både Calcuttas och Haldias hamnar. Det finns passagerartrafik till Port Blair på Andamanerna och Nikobarerna och fraktfartyg till övriga hamnar i Indien som sköts av Shipping Corporation of India. Färja är det främsta transportmedlet i den södra delen av delstaten, främst i Sundarbansområdet. Calcutta är den enda staden i Indien som har spårvagnar som transportmedel och dessa sköts av Calcutta Tramways Company.
Flera statsägda organisationer sköter busstjänster i delstaten, bland annat Calcutta State Transport Corporation, North Bengal State Transport Corporation, South Bengal State Transport Corporation och West Bengal Surface Transport Corporation. Det finns också privata bussbolag. Järnvägssystemet är helt statsägt utan några privata investerare. Övriga transportmedel i delstaten är taxi och tuk-tuk för längre destinationer, och velotaxi för kortare sträckor.

## Sport

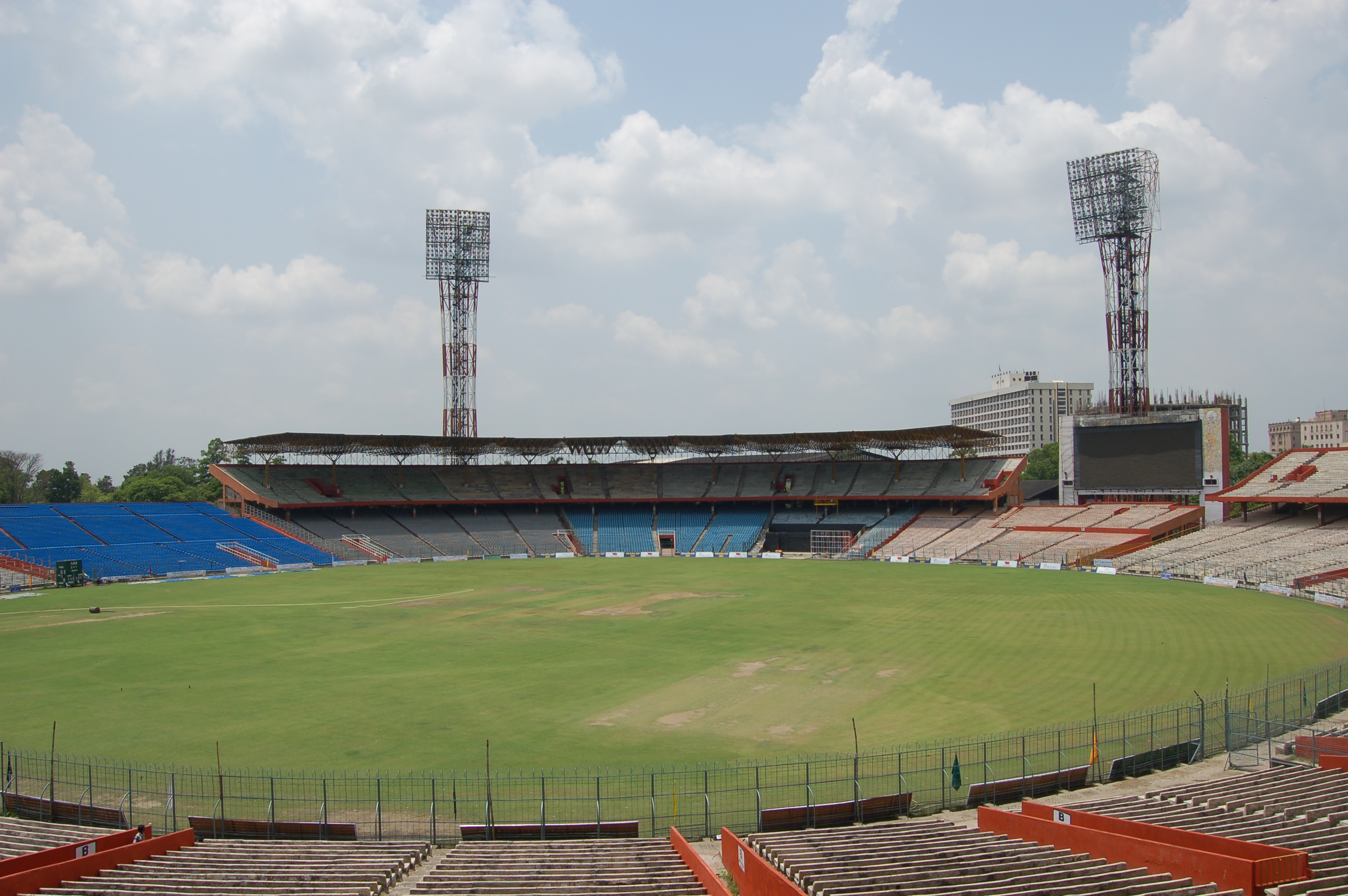
Eden Gardens i Calcutta.

Cricket och fotboll är populära sporter i delstaten. Calcutta är ett av de största centrumen för fotboll i Indien och flera av de största nationella klubbarna som East Bengal Club, Mohun Bagan och Mohammedan Sporting Club är baserade här. Cricket är också en mycket populär sport i Västbengalen, och spelas genom hela delstaten. Indiska sporter som Kho kho och Kabaddi spelas också. Dessutom spelas polo och golf sedan länge i Calcutta. The Calcutta Polo Club räknas idag som den äldsta poloklubben i världen, och Royal Calcutta Golf Club är den äldsta i sitt slag utanför Storbritannien.
Västbengalen har flera stora arenor – Eden Gardens är en av endast två cricketarenor i världen som har plats för 100 000 åskådare. Salt Lake Stadium, en multiarena, är världens tredje största fotbollsarena räknat till antal åskådare. Calcutta Cricket and Football Club är den näst äldsta cricketklubben i världen. Nationella och internationella händelser hålls också i Duragapur, Siliguri och Kharagpur Kända sportpersoner från Västbengalen är den tidigare indiska cricketlandslagsspelaren Sourav Ganguly, olympiska tennismedaljören Leander Paes och den internationella mästaren i schack Dibyendu Barua.